# Privattheater
Ein Privattheater befindet sich im Gegensatz zum öffentlich-rechtlichen Theater ganz oder überwiegend in privater Hand.
Privattheater verdanken ihre Gründung einer Privatinitiative und sind in Privatbesitz. Sie bilden meist kein festes Ensemble, sondern bevorzugen den En-suite-Spielbetrieb mit Stückverträgen für ihre Eigenproduktionen, häufig vermischt mit Gastspielen. Oft werden dabei bekannte Stars engagiert.
Frühe Beispiele von Privattheatern sind die Theater am Pariser Boulevard du Temple, die Wiener Vorstadttheater oder das Königsstädtische Theater Berlin. Die meisten Theater im Londoner West End oder am New Yorker Broadway sind ursprünglich Privattheater.
In Deutschland sind Privattheater häufig als GmbH oder e. V. organisiert. Zum Teil erhalten sie staatliche Zuschüsse. Im Deutschen Bühnenverein bilden die privaten Theaterunternehmer eine eigene Gruppe. Theatergruppen ohne feste Spielstätte sind zwar auch privater Natur, gehören aber nicht zum Deutschen Bühnenverein. Ein bekanntes Privattheater in Deutschland ist das Millowitsch-Theater.
Anders als in Deutschland, wo Theater ohne spezielle Erlaubnis errichtet werden können, ist die Gründung eines Theaters in Österreich konzessionspflichtig und nur nach Bedarfsprüfung durch Landes- oder Stadtregierung möglich. In der Schweiz, wo das Theaterleben anders als in Deutschland und Österreich seinen Ursprung nicht im feudalen Hoftheater hat, sind Privattheater bis heute dominierend. Sie sind in Form von Aktiengesellschaften, Genossenschaften, Stiftungen und Vereinen organisiert.